# پترو کاساگرانده
پترو کاساگرانده (انگلیسی: Preto Casagrande؛ زادهٔ ۷ مهٔ ۱۹۷۵) بازیکن فوتبال اهل برزیل است.
از باشگاه‌هایی که در آن بازی کرده‌است می‌توان به باشگاه ورزشی واسکو دوگاما، باشگاه فوتبال سانتوس، باشگاه فوتبال باهیا، باشگاه ورزشی فورتالزا، و باشگاه فوتبال فلومیننزه اشاره کرد.